# Artaud (évêque de Rennes)
Pour les articles homonymes, voir Artaud.
 Artaud (évêque de Rennes)   est évêque de Rennes  de 1349 à 1354.

## Contexte
Arcand[us] est nommé également Artaud par Pierre-Hyacinthe Morice de Beaubois Selon la Gallia Christiana il paie ses droits à la chambre apostolique comme évêque de Rennes le 27 octobre 1348 voire 1347  L'abbé Amédée Guillotin de Corson estime qu'il s'agit d'une erreur car le décès d'Yves de Rosmadec est documenté le 14 octobre 1349. Dans ce contexte l'épiscopat d'Artaud/Arcand s'étend sur 4 ans et demi de 1349 à 1354